# Campeonato Brasileiro de Clubes de Futebol de Areia de 2019
O Campeonato Brasileiro de Clubes de Futebol de Areia de 2019 foi a terceira edição deste torneio clubes de futebol de areia do Brasil. A disputa ocorreu na Praia do Guarujá em São Paulo. A competição contou com oito equipes de seis estados. O campeão representará o país na quarta edição da Copa Libertadores de 2019. 

## Fórmula de disputa
As oito equipes divididas em dois grupos de quatro equipes jogam entre si em turno único dentro de cada grupo. O vencedor e o segundo colocado de cada grupo avançam para as semifinais.

### Critério de desempate
1. Confronto direto
2. Maior saldo de gols
3. Maior número de gols pró (marcados)

## Participantes
| Grupo A                              | Grupo B                                   |
| ------------------------------------ | ----------------------------------------- |
| Vasco da Gama Flamengo Náutico Audax | Sampaio Corrêa Botafogo Vitória Joinville |

## Primeira Fase
|  | Equipe classificada à Final |
|  | Equipes eliminadas          |

### Grupo A

#### Classificação
| Time          | P | J | V | V+ | D | GP | GC | SG  |
| ------------- | - | - | - | -- | - | -- | -- | --- |
| Vasco da Gama | 7 | 3 | 2 | 1  | 0 | 22 | 5  | 17  |
| Flamengo      | 6 | 3 | 2 | 0  | 1 | 21 | 7  | 14  |
| Náutico       | 3 | 3 | 1 | 0  | 2 | 17 | 13 | 4   |
| Audax         | 0 | 3 | 0 | 0  | 3 | 2  | 37 | -35 |

#### Resultados
| Quarta-feira, 30 de janeiro | Flamengo | 6 – 4 | Náutico | Arena da Praia do Guarujá, São paulo |
| 14:00                       |          |       |         |                                      |

| Quarta-feira, 30 de janeiro | Vasco da Gama                                                                                      | 15 – 0 | Audax | Arena da Praia do Guarujá, São paulo |
| 16:30                       | Luquinhas (3) Mauricinho (3) Bokinha (2) Catarino (2) Rafa Padilha Antônio Benjinha Jordan Rafinha |        |       |                                      |

| Quinta-feira, 31 de janeiro | Audax | 0 – 11 | Flamengo                                                                       | Arena da Praia do Guarujá, São paulo |
| 15:15                       |       |        | Thanger (2) Bê Martins Thyago Henrique Jordan Santos (2) Igor (3) Paulinho (2) |                                      |

| Quinta-feira, 31 de janeiro | Náutico | 2 – 4 | Vasco da Gama               | Arena da Praia do Guarujá, São paulo |
| 16:30                       |         |       | Mauricinho (2) Catarino (2) |                                      |

| Sexta-feira, 1 de fevereiro | Náutico | 11 – 2 | Audax | Arena da Praia do Guarujá, São paulo |
| 14:00                       |         |        |       |                                      |

| Sexta-feira, 1 de fevereiro | Vasco da Gama          | 3 – 3 | Flamengo     | Arena da Praia do Guarujá, São paulo |
| 17:45                       | Jordan Bejinha Rafinha |       | Gil Igor (2) |                                      |

|  |       | Penalidades |
|  | 3 – 2 |             |

### Grupo B

#### Classificação
| Time           | P | J | V | V+ | D | GP | GC | SG |
| -------------- | - | - | - | -- | - | -- | -- | -- |
| Sampaio Corrêa | 9 | 3 | 3 | 0  | 0 | 26 | 14 | 12 |
| Botafogo       | 4 | 3 | 1 | 1  | 1 | 14 | 17 | -3 |
| Joinville      | 3 | 3 | 1 | 0  | 2 | 19 | 20 | -1 |
| Vitória        | 0 | 3 | 0 | 0  | 3 | 16 | 24 | -8 |

#### Resultados
| Quarta-feira, 30 de janeiro | Sampaio Corrêa | 7 – 5 | Joinville | Arena da Praia do Guarujá, São paulo |
| 15:15                       |                |       |           |                                      |

| Quarta-feira, 30 de janeiro | Botafogo | 4 – 4 | Vitória | Arena da Praia do Guarujá, São paulo |
| 17:45                       |          |       |         |                                      |

|  |       | Penalidades |
|  | 3 – 2 |             |

| Quinta-feira, 31 de janeiro | Joinville | 5 – 7 | Botafogo | Arena da Praia do Guarujá, São paulo |
| 14:00                       |           |       |          |                                      |

| Quinta-feira, 31 de janeiro | Vitória | 6 – 11 | Sampaio Corrêa | Arena da Praia do Guarujá, São paulo |
| 17:45                       |         |        |                |                                      |

| Sexta-feira, 1 de fevereiro | Vitória | 6 – 9 | Joinville | Arena da Praia do Guarujá, São paulo |
| 15:15                       |         |       |           |                                      |

| Sexta-feira, 1 de fevereiro | Sampaio Corrêa | 8 – 3 | Botafogo | Arena da Praia do Guarujá, São paulo |
| 16:30                       |                |       |          |                                      |

## Fase final
|  | Semifinais     | Semifinais     |       |                | Final          | Final |  |
|  |                |                |       |                |                |       |  |
|  | 2 de fevereiro |                |       |                |                |       |  |
|  | Vasco da Gama  | 7              |       |                |                |       |  |
|  | Botafogo       | 4              |       |                |                |       |  |
|  |                |                |       |                |                |       |  |
|  |                |                |       |                | 3 de fevereiro |       |  |
|  |                |                |       |                | Vasco da Gama  | 2 (2) |  |
|  |                | Flamengo       | 2 (0) |                |                |       |  |
|  |                |                |       |                |                |       |  |
|  |                |                |       |                |                |       |  |
|  |                |                |       |                | Terceiro lugar |       |  |
|  | 2 de fevereiro | 2 de fevereiro |       | 3 de fevereiro | 3 de fevereiro |       |  |
|  | Sampaio Corrêa | 4              |       | Botafogo       | 7              |       |  |
|  | Flamengo       | 8              |       |                | Sampaio Corrêa | 5     |  |

### Semifinais
| Sábado, 2 de fevereiro | Vasco da Gama | 7 – 4 | Botafogo | Arena da Praia do Guarujá, São paulo |
| 12:15                  |               |       |          |                                      |

| Sábado, 2 de fevereiro | Sampaio Corrêa | 4 – 8 | Flamengo | Arena da Praia do Guarujá, São paulo |
| 13:30                  |                |       |          |                                      |

### Disputa pelo 3º lugar
| Domingo, 3 de fevereiro | Botafogo | 7 – 5 | Sampaio Corrêa | Arena da Praia do Guarujá, São paulo |
| 13:00                   |          |       |                |                                      |

### Final
| Domingo, 3 de fevereiro | Vasco da Gama | 2 – 2 (pro) | Flamengo | Arena da Praia do Guarujá, São paulo |
| 14:00                   |               |             |          |                                      |

|  |       | Penalidades |
|  | 2 – 0 |             |

## Premiações
| Campeonato Brasileiro de Clubes de Futebol de Areia 2019 |
| Rio de Janeiro                                           |
| -------------------------------------------------------- |
| ￼Vasco da Gama Campeão (2º título)                       |

### Prêmios individuais
| Melhor Jogador | Melhor Jogador | Melhor Jogador |
| -------------- | -------------- | -------------- |
|                |                |                |
| Artilheiro     |                |                |
|                |                |                |
|                |                |                |
| Melhor Goleiro |                |                |
|                |                |                |

## Classificação final
| Pos. | Time           |
| ---- | -------------- |
| 1º   | Vasco da Gama  |
| 2º   | Flamengo       |
| 3º   | Botafogo       |
| 4º   | Sampaio Corrêa |
| 5º   | Náutico        |
| 6º   | Joinville      |
| 7º   | Vitória        |
| 8º   | Audax          |